# Wardleworth
Wardleworth var en civil parish från 1866 till 1894 då den blev en del av Rochdale, i grevskapet Lancashire (nu Greater Manchester), i England. Denna civil parish hade 19 238 invånare år 1891.